# Blossom Chukwujekwu
Blossom Chukwujekwu es un actor nigeriano. En 2015 ganó el premio a mejor actor de reparto en los Africa Magic Viewers Choice Awards.

## Biografía
Su verdadero nombre es Chukwudi Echezona Chukwujekwu y nació el 4 de noviembre de 1983 en la ciudad de Benín, estado de Edo, es el mayor de dos hijos y originario de Otolo, Nnewi North en el estado de Anambra, sureste de Nigeria. Asistió a la escuela primaria Greater Tomorrow y al Greater Tomorrow Comprehensive College, ambos en la ciudad de Benín, estado de Edo. Para su educación superior, optó por estudiar Comunicaciones Masivas en la Universidad Estatal de Ciencia y Tecnología de Anambra. donde pasó un año. Completó sus estudios en la Universidad Benson Idahosa, Benín, Edo después de una breve temporada en la Universidad Estatal de Ciencia y Tecnología de Enugu. Mientras estuvo en la universidad Benson, fue presidente de la Asociación de Estudiantes de Comunicación Masiva (AMCOS) en la sesión 2007/2008. También fue miembro activo de la popular House of Theatre (HOT), donde interpretó el papel principal en el drama teatral Godless: The path to dawn. Sostiene que interpretar a Ukemu en Godless fue su momento eureka. En julio de 2008 se graduó con una Licenciatura en Ciencias-Comunicación de Masas de la Universidad Idahosa Benson. Se mudó a Lagos, Nigeria, unos meses después de graduarse para cumplir con sus obligaciones del Cuerpo Nacional de Servicio Juvenil. Se quedó en Lagos para perseguir sus ambiciones como actor.

## Carrera
En 2009, después de varias audiciones, consiguió el papel principal en la telenovela nigeriana Portrait of Passion. Ese mismo año participó en su primer largometraje, Private Storm, dirigido por Vivian Ejike y junto a un elenco conformado por Omotola Jalade Ekeinde y Ramsey Nouah. Fue perfilado en el programa de Africa Magic, Jara, como uno de los 5 mejores actores a tener en cuenta en 2013. Ocupó el puesto número 4 en la lista de los mejores actores de 2013 del director estrella de Nollywood, Charles Novia, En 2012, consiguió un papel en Flower Girl. Lanzada en 2013, logró éxito comercial y de crítica en Nigeria, Ghana, Reino Unido y festivales de cine en los Estados Unidos y Canadá. El siguiente proyecto en el que participó, Finding Mercy, fue una de las películas más esperadas y exitosas de 2013. Fue la película de clausura del Festival Internacional de Cine Africano (AFRIFF 2013). En 2014, Knocking on Heaven's Door estrenó en los cines de todo el país el 18 de abril. La interpretación de Chukwujekwu como el abusivo y emocionalmente volátil "Moisés" le valió el premio al Mejor Actor de Reparto 2015 de los Africa Magic Viewers 'Choice. Otros proyectos cinematográficos destacados en su carrera incluyen Flower Girl (2013), Finding Mercy (2013)  junto a Rita Dominic, Knocking on Heaven's Door (2014) con Majid Michel, The Visit (2015) con Nse Ikpe-Etim, A Place Called Happy (2015) y Ghana Must Go (2016) con Yvonne Okoro. Ha aparecido en un puñado de obras de teatro y series de televisión, como Tinsel en Mnet, donde dio vida al personaje del Sr. Akinlolu Hart. También interpretó el papel principal en la primera telenovela indígena de Nigeria; Taste of Love en 2015.

## Vida personal
Blossom Chukwujekwu se casó tradicionalmente con su esposa, Maureen, el 19 de diciembre de 2015 y se separaron en septiembre de 2019.

## Filmografía

### Cine
| Año  | Título                          | Rol                              | Notas |
| ---- | ------------------------------- | -------------------------------- | --- |
| 2009 | Private Storm                   | Tony Gomes                       | Largometraje, estrenado en cines |
| 2010 | Dating Game                     | Doctor Joe                       | Largometraje- Lanzamiento directo a DVD |
| 2010 | Crazy Player                    | Doctor Joe                       | Largometraje- Lanzamiento directo a DVD |
| 2010 | The Secretary                   | Doctor Joe                       | Largometraje- Lanzamiento directo a DVD |
| 2010 | One Voice Makes a Majority      | GABU                             | Cortometraje |
| 2010 | Passionate Envy                 | Sammy                            | Largometraje- Lanzamiento directo a DVD |
| 2011 | Fate                            | Ray                              | Largometraje- Lanzamiento directo a DVD |
| 2011 | Samantha                        | Morris                           | Largometraje- Sin estrenar |
| 2011 | Showgirl                        | Emeka                            | Largometraje- Lanzamiento directo a DVD |
| 2011 | King Solomon and Queen of Sheba | DAYO                             | Largometraje- Lanzamiento directo a DVD |
| 2011 | Evil Cult                       | Sam                              | Largometraje- Sin estrenar |
| 2011 | Cobra                           | Ace                              | Largometraje- Sin estrenar |
| 2011 | Commamdment 7                   | Inspector Eze                    | Largometraje- Sin estrenar |
| 2012 | Valour                          | Reginald Orji                    | Largometraje- Sin estrenar |
| 2013 | Flower Girl                     | Tunde Kulani                     | Largometraje, estrenado en cines |
| 2013 | The Mirror                      |                                  | Largometraje- Sin estrenar |
| 2013 | The Tarzan Monologues           | Jairus                           | Largometraje |
| 2013 | The Return                      | Emeka                            | Largometraje |
| 2013 | Finding Mercy                   | JATO                             | Largometraje, estrenado en cines |
| 2013 | The Undertaking                 | Protagonista                     | película para televisión- Película original de AFRICA MAGIC                                                                                      |
| 2013 | Mirror                          | Protagonista                     | película para televisión- Película original de AFRICA MAGIC                                                                                      |
| 2013 | Stolen Waters                   | Protagonista                     | Largometraje- Lanzamiento en internet |
| 2013 | Raging Passion                  | Protagonista                     | Largometraje- Lanzamiento en internet |
| 2014 | Forgetting June                 | DR. George                       | Largometraje- Lanzamiento directo a DVD |
| 2014 | Perfect Imperfection            | Chuks                            | película para televisión- Película original de AFRICA MAGIC                                                                                      |
| 2014 | Incorruptible                   | Charles                          | película para televisión- Película original de AFRICA MAGIC                                                                                      |
| 2014 | Green Eyed                      | Gbubemi                          | Largometraje, estrenado en cines |
| 2014 | Knocking on Heaven's Door       | Moses                            | Largometraje, estrenado en cines |
| 2015 | The Visit                       | Lanre Shagaya                    | junto a Nse Ikpe Etim & Femi Jacobs |
| 2015 | Gbomo Gbomo Express             | Rotimi                           | junto a Ramsey Nouah |
| 2015 | MR&MRS Onoja                    | Ramsey Onoja                     | Largometraje- |
| 2015 | Ghana Must Go                   | OLANREWAJU "EL-SHAGZ" SHAGAYA    | Largometraje- |
| 2015 | A Place Called Happy            | Dimeji                           | Largometraje- lanzamiento en televisión e internet                                                                                               |
| 2015 | Falling                         | Dr Yemi                          | junto a Desmond Elliot |
| 2016 | Okafor's Law                    | Chuks Okafor (a.k.a. Terminator) | junto a Omoni Oboli |
| 2019 | The Big Fat Lie                 | James                            | junto a Rita Dominic, Tana Adelana |
| 2019 | Òlòtūré                         | Emeka                            | Largometraje& NETFLIX |
| 2020 | Unroyal                         | Reparto                          | Largometraje - Dirigido por Moses Inwang, Protagonizada por nollywood heavyweights like Pete Edochie, Shaffy Bello, Ik Ogbonna y Matilda Lambert |

### Televisión
| Año  | Título                      | Rol                  | Notas                     |
| ---- | --------------------------- | -------------------- | ------------------------- |
| 2009 | Portrait Of Passiom         | Michael Umeh         | Soap opera - Sin estrenar |
| 2009 | About to wed                | Scorpion             | Sitcom                    |
| 2009 | TINSEL                      | Doctor Akinlolu Hart | Soap opera                |
| 2010 | Bella's Place               | MR. McCarthy         | Sitcom                    |
| 2010 | MY MUM&I                    | Conman/Angel         | Sitcom                    |
| 2010 | Catwalq                     | Alvin                | Soap opera                |
| 2010 | Married                     | Allen                | Serie                     |
| 2013 | Festac Town                 | Franklin             | serie web                 |
| 2013 | Shuga                       | Coach                | Serie                     |
| 2013 | Surulere                    | esposo               | video musical             |
| 2015 | Desperate Housewives África | Lekan                | Serie                     |
| 2015 | Taste of love               | Kelechi Pepple       | telenovela                |

### Teatro
| Año  | Título                    | Rol   | Notas                    |
| ---- | ------------------------- | ----- | ------------------------ |
| 2008 | Godless: The Path to Dawn | Ukemu | Producción universitaria |

## Premios y nominaciones
| Año  | Premiación                         | Categoría                 | Resultado |
| ---- | ---------------------------------- | ------------------------- | --------- |
| 2013 | Best of Nollywood Awards           | Mejor actor protagónico   | Nominado  |
| 2013 | Golden Icons Academy Movie Awards  | Mejor actor nuevo         | Nominado  |
| 2013 | Abuja International Film Festival  | Mejor actor internacional | Nominado  |
| 2014 | Nollywood Movie Awards             | Mejor actor en ascenso    | Nominado  |
| 2014 | Nollywood Movie Awards             | Mejor protagonista        | Nominado  |
| 2014 | Golden Icons Academy Awards        | Actor más prometedor      | Nominado  |
| 2014 | Best of Nollywood Awards           | Revelación del año        | Nominado  |
| 2015 | Africa Magic Viewers Choice Awards | Mejor actor de reparto    | Ganador   |
| 2015 | Golden Movie Awards                | Mejor protagonista        | TBA       |